# Epioblasma lewisii
Epioblasma lewisii är en musselart som först beskrevs av Walker 1910.  Epioblasma lewisii ingår i släktet Epioblasma och familjen målarmusslor. IUCN kategoriserar arten globalt som utdöd. Inga underarter finns listade i Catalogue of Life.